# Opposizione all'esecuzione
L'opposizione all'esecuzione nell'ordinamento giuridico italiano è disciplinata dall'articolo 615 del codice di procedura civile e mira a fornire al debitore uno strumento per potersi opporre, in via preventiva al precetto oppure in via successiva al pignoramento,  al diritto della parte istante di procedere ad esecuzione forzata.
Il debitore, quindi, chiede che sia fatta certezza sull'esistenza o meno del diritto processuale di agire con l'esecuzione forzata.
I motivi che possono essere addotti a fondamento di questa opposizione sono:
- Motivi di merito: allorché si contesta l'esistenza del diritto sostanziale fatto valere dal creditore (per esempio intervenuta transazione, adempimento o prescrizione);
- Motivi di rito: allorché si contesti la qualità del titolo esecutivo, atto o documento sulla cui base si vuole agire o si sta agendo (per esempio, il creditore non vanta una sentenza di condanna ma di mero accertamento).

## Contestazione della legittimazione attiva o passiva
- Contestazione attiva: quando l'oggetto del pignoramento sono stati beni facenti parte del patrimonio del debitore ma che si sarebbero dovuti escludere dallo stesso, per esempio, il letto, il frigorifero.
- Contestazione passiva: quando l'opposizione all'esecuzione avviene in via preventiva al precetto e viene esperita con atto di citazione (163 cpc) al giudice competente che con ordinanza (ma la questione è dibattuta in dottrina[non chiaro]) può sospendere l'efficacia esecutiva del titolo, altrimenti, si propone con ricorso al giudice dell'esecuzione. Questi fissa con decreto l'udienza di comparizione delle parti, si instaurerà un giudizio di merito e la causa sarà decisa con sentenza non impugnabile.